# Hans-Peter Thielen
Hans-Peter Thielen (* 12. Juni 1920 in Essen; † 19. November 2012) war ein deutscher Schauspieler und Hörspielsprecher. 
Bekanntheit erlangte er im Jahr 1956 mit der Rolle des Grafen Helldorf in dem DEFA-Film Der Teufelskreis.

## Filmografie
- 1952: Roman einer jungen Ehe
- 1952: Karriere in Paris
- 1953: Der hessische Landbote (Fernsehfilm)
- 1954: Der Fall Dr. Wagner
- 1955: Das Fräulein von Scuderi
- 1955: Ernst Thälmann – Führer seiner Klasse
- 1956: Der Teufelskreis
- 1958: Emilia Galotti
- 1967: Der Zündholzkönig – Der Fall Ivar Kreuger (Fernsehfilm)
- 1968: Carl Schurz (Fernsehfilm)
- 1970: Ferdinand Graf von Zeppelin (Fernsehfilm)
- 1970: Peenemünde
- 1972: Alexander Zwo (Fernsehserie)
- 1972: Max Hölz. Ein deutsches Lehrstück
- 1974: Die Bettelprinzess (Fernsehfilm)
- 1975: König Heinrich IV. (Fernsehfilm)
- 1977: Des Doktors Dilemma (Fernsehfilm)
- 1977: Tatort: Wer andern eine Grube gräbt … (Fernsehreihe)
- 1979: Die Buddenbrooks (Fernsehserie)
- 1979: Der Schuft, der den Münchhausen schrieb (Fernsehfilm)

## Hörspiele (Auswahl)
- 1952: Adam Tarn: Ortega – Regie: Günther Rücker (Berliner Rundfunk)
- 1952: Hans A. Joachim: Die Stimme Victor Hugos – Regie: Herwart Grosse (Literarische Hörfolge – Berliner Rundfunk)
- 1954: Friedrich Schiller: Die Räuber (Karl Moor) – Regie: Martin Flörchinger (Berliner Rundfunk)
- 1966: Fred Hoyle: Die schwarze Wolke – Regie: Otto Düben (Hörspielbearbeitung, Science-Fiction-Hörspiel – WDR)